# Governo Văcăroiu
Il Governo Văcăroiu è stato il quarto governo della Romania post-comunista, l'unico della II legislatura. Fu guidato dal primo ministro Nicolae Văcăroiu.

## Cronologia del mandato

### Nomina
In seguito alla rivoluzione romena del 1989 la guida delle istituzioni fu assunta da un gruppo di potere composto essenzialmente da ex membri del Partito Comunista Rumeno (PCR) costituitosi intorno a Ion Iliescu. Nel 1990 questi fu eletto presidente della repubblica, mentre il suo partito, il Fronte di Salvezza Nazionale (FSN), gestì il governo nei successivi due anni. Nel 1992 la corrente conservatrice del FSN facente capo a Iliescu formò un nuovo partito, il Fronte Democratico di Salvezza Nazionale (FDSN), che vinse le elezioni parlamentari del 1992 con il 28% dei voti. La riconferma di Iliescu a capo di Stato fu decretata dal ballottaggio delle elezioni presidenziali dell'11 ottobre 1992, mentre la definizione di una maggioranza parlamentare netta da parte del FDSN fu un processo più complicato.
Il presidente della Romania invitò a colloquio per la formazione di un governo di grande coalizione anche il maggior oppositore del FDSN, il gruppo di centro-destra della Convenzione Democratica Romena, ma in mancanza di obiettivi condivisi l'alleanza fu impossibile. Iliescu, quindi, optò per un primo ministro tecnico, Nicolae Văcăroiu, ex funzionario del comitato statale per la pianificazione ed ex membro del PCR, promotore di un mite riformismo e di una politica di dirigismo in campo economico. La scelta di Văcăroiu come premier rispecchiava il desiderio del capo di Stato di riconoscere al governo le prerogative riguardanti la gestione dell'amministrazione del paese, mentre le strategie politiche sarebbero appartenute alla presidenza della repubblica.
Il governo Văcăroiu fu investito dal parlamento il 19 novembre 1992 (260 voti pro e 203 contro) con i voti favorevoli, oltre che del FDSN, anche delle forze nazionaliste del Partito dell'Unità Nazionale Romena (PUNR), del Partito Grande Romania (PRM) e del Partito Socialista del Lavoro (PSM), che insieme disponevano del 12% dei seggi, che garantirono il proprio supporto esterno senza partecipare all'esecutivo. Sebbene non ufficialmente affiliato al FDSN, anche il Partito Democratico Agrario di Romania (PDAR), rappresentato solo al senato, fornì in diverse occasioni il proprio appoggio parlamentare al nuovo esecutivo.
Nel luglio 1993 il FDSN assorbì altre formazioni minori e assunse il nome di Partito della Democrazia Sociale di Romania (PDSR).

### Prime riforme e apertura all'occidente
Il 13 novembre 1992, prima ancora dell'insediamento, il premier designato presentò al parlamento una bozza del programma di governo, che prevedeva l'attraversamento in condizioni normali dell'inverno 1993, lo stop al declino della produzione industriale nella seconda metà del 1993 e la sua crescita nel 1994. Il 4 marzo 1993 Văcăroiu illustrò alle camere la «Strategia di riforma economico-sociale», che approfondiva gli argomenti del programma di governo. Il documento si concentrava sul rafforzamento delle misure di protezione sociale, sulla stabilizzazione e sulla ristrutturazione dell'economia e sulle riforme sociali e amministrative. Secondo le previsioni del governo nel 1993 si prospettava una continua decrescita del tenore di vita degli abitanti e un'inflazione sul 70%, parametri che sarebbero migliorati solamente nel 1994, insieme alla ripresa della produzione industriale. In base al programma fino al 1994 sarebbe stato privatizzato il 5-6% delle aziende di proprietà dello Stato, pari a circa 2.500 piccole e medie imprese.
Ereditando il compito di trasformare il paese in una democrazia capitalista, nel 1993 il governo emanò le sue prime misure di consolidamento fiscale. Il 1º luglio 1993 fu introdotta l'imposta sul valore aggiunto, mentre i prezzi della maggior parte dei beni di consumo per la popolazione furono liberalizzati, con la totale rimozione del calmiere di retaggio socialista. Per il proprio finanziamento lo Stato si rivolse soprattutto agli organismi internazionali, tra i quali la Banca mondiale e il Fondo monetario internazionale. Furono realizzate principalmente politiche di ampio interventismo, oltre alla svalutazione della moneta nazionale, il leu, mentre il programma di destatalizzazione delle società di proprietà pubblica, varato nel 1991 dal governo Roman, non fu intensamente sostenuto, con il risultato di ritardare il processo di privatizzazione. Iliescu e Văcăroiu, infatti, preferirono mantenere la grande industria e il settore bancario sotto il controllo statale, pur in perdita, temendo le potenziali ricadute sociali e occupazionali che una netta politica di privatizzazione avrebbe generato. La formazione di una piccola imprenditoria fu favorita soprattutto da politiche fiscali leggere e dalla garanzia del credito da parte dello Stato.
Tra il 1993 e il 1994 sul piano delle relazioni estere il governo riuscì a conseguire diversi successi per l'allineamento diplomatico ai paesi occidentali. Il 1º febbraio 1993 fu firmato l'accordo di associazione alla Comunità economica europea e nel settembre 1993 ottenne l'ammissione come membro titolare del Consiglio d'Europa, a condizione di rispettare determinati punti riguardanti i diritti umani. Nel gennaio 1994 il ministro degli esteri Teodor Meleșcanu firmò l'accordo quadro per la partecipazione della Romania al programma Partenariato per la pace della NATO. Nel 1995 fu predisposto il piano per l'adesione all'Unione europea.

### Critiche di opposizione e opinione pubblica
Pur riuscendo in un primo momento a contrarre la crisi economica, realizzando i propri obiettivi a breve termine, il governo si scontrò con la realtà sociale del paese, che vedeva intensificarsi il numero e l'intensità degli scioperi, coincidenti con il consolidamento delle associazioni sindacali e con il generale peggioramento delle condizioni di vita della popolazione. A tal proposito tra il 5 e il 6 maggio 1993 fu organizzato il primo sciopero generale dal 1989.
Gli sforzi del governo in tema di riforma economica, ritenuta troppo lenta e conservativa, furono accolti negativamente dall'opposizione e dalle istituzioni finanziarie internazionali. Il discorso politico del PDSR, infatti, si richiamava ad appelli populisti facenti riferimento alla necessità della riforma dell'economia, mentre la pratica politica si basava sull'attendismo e sulla volontà di non disancorarsi eccessivamente dal modello socialista di protezione sociale.
Tra i problemi principali del mandato di Văcăroiu vi fu quello della corruzione dilagante, che secondo la stampa coinvolgeva persino i membri del suo gabinetto. La tolleranza nei confronti di tali sistemi, l'esplosione del clientelismo, che favorì la nascita di un'oligarchia economica legata al potere politico, e il permissivismo mostrato verso schemi finanziari piramidali diedero la percezione di un governo corrotto, che a lungo termine ebbe effetti negativi sulla popolarità del PDSR.
Le azioni del governo furono alacremente criticate dall'opposizione, che nei primi due anni di mandato presentò delle mozioni di sfiducia ad ogni sessione parlamentare (19 marzo 1993, 6 settembre 1993, 17 dicembre 1993 e 30 giugno 1994). Pur bocciate dal voto delle camere, queste sottolinearono la necessità del governo di rafforzare la propria posizione. A tal riguardo nel marzo 1994 fu realizzato un rimpasto che, però, fu ritenuto non sostanziale e più vicino alle ambizioni di Iliescu che non a quelle del primo ministro.
Dopo aver promulgato una legge sulla tassazione dei terreni agricoli, il 28 giugno 1994 il governo perse il sostegno politico del PDAR, che passò ufficialmente all'opposizione, accusando Văcăroiu di promuovere politiche fallimentari che non davano risposte alla povertà e all'incertezza del paese.

### Il "quadrilatero rosso"
La dipendenza del PDSR dal sostegno dei partiti nazionalisti si rese sempre più palese con l'emergere delle voci critiche. Il PUNR chiese di entrare nel governo e nel gennaio del 1994 i due partiti firmarono un protocollo di collaborazione, che fu reso pubblico nel mese di agosto, quando la formazione di Gheorghe Funar ottenne ufficialmente due ministeri (Valeriu Tabără all'agricoltura e Adrian Turicu alle comunicazioni). Già dal marzo 1994, tuttavia, facevano parte del governo anche Iosif Gavril Chiuzbaian (giustizia) e Aurel Novac (trasporti) che, pur membri del PUNR, avevano aderito al consiglio dei ministri in qualità di indipendenti, per placare i timori di Iliescu e del PDSR di dare una percezione negativa all'occidente per via del potenziale pericolo rappresentato dall'ufficializzazione di un'alleanza di governo con un partito nazionalista xenofobo.
Nel 1994 il PDSR cedette alla pressioni a causa dell'immediata necessità di far passare la legge sulla privatizzazione, considerata un passo fondamentale per la trasformazione dell'economia e per l'avvicinamento ai partner internazionali e che, in assenza di una formale coalizione di governo, il PUNR aveva minacciato di bocciare. Dopo un lungo dibattito la legge sull'accelerazione della privatizzazione (Legge 55/1995), che completava l'analogo atto emanato nel 1991 dal governo Roman, fu approvata dal voto parlamentare del 21 marzo 1995 e trasferì ai cittadini rumeni tramite speciali coupon il 30% delle azioni detenute dal Fondo delle proprietà dello Stato (FPS).
Il 25 gennaio 1995 fu firmato presso il Palazzo di Elisabetta di Bucarest un ulteriore accordo politico, che coinvolse il PDSR e tutti e tre i partiti nazionalisti PUNR, PRM e PSM. L'alleanza fu ribattezzata dai suoi detrattori "quadrilatero rosso", poiché presentava caratteri di stampo neocomunista. Il patto prevedeva il coordinamento delle politiche di governo e la realizzazione di decisioni consensuali. Una clausola voluta dal PRM contemplava la condanna di qualunque azione ritenuta anti-rumena. Pur senza entrare nella squadra di governo, nel quadro dell'accordo il PRM ottenne tre posizioni di segretario di Stato e un prefetto, mentre il PSM un prefetto.
L'alleanza non risolse le tensioni, né le rivendicazioni estremiste dei suoi contraenti. Il 19 ottobre 1995 il primo vicepresidente del PDSR Adrian Năstase annunciò la fine dell'intesa con il PRM per vie di alcuni attacchi personali e razziali contro Iliescu da parte del suo presidente Corneliu Vadim Tudor. Il PRM, per reazione, rincarò le accuse, chiedendo l'interdizione del partito filoungherese dell'Unione Democratica Magiara di Romania per presunte minacce all'unità del paese e ritirandosi dal governo il 10 novembre 1995. Il 16 marzo 1996 lasciò la coalizione anche il PSM.

### Fine del mandato
L'evoluzione economica registrata nel corso di 1993 e 1994 subì una battuta d'arresto nel biennio successivo. La continua crescita del PIL (ancora del 7% nel 1995 e del 4% nel 1996) mascherò i problemi a lungo termine di un'economia sostenuta dal settore pubblico e sovvenzionata direttamente dagli organi di Stato. La regressione delle condizioni di vita, la corruzione, una cattiva gestione del sistema bancario e il senso di isolamento dal mondo occidentale contribuirono al peggioramento dei parametri negli anni successivi. Per volere politico del PDSR l'economia dipendeva ancora fortemente dallo Stato e non era stata soggetta alla ristrutturazione radicale desiderata dagli organismi internazionali, mentre i debiti interaziendali tra le compagnie pubbliche continuavano a generare arretrati. La legge sulla privatizzazione, che riconobbe quote azionarie delle imprese pubbliche ai cittadini, fu organizzata più secondo criteri di equità sociale, che di efficienza economica, con il risultato di mantenere in vita impianti improduttivi e favorire la deprofessionalizzazione del management. La durezza delle condizioni atmosferiche dell'inverno 1996, poi, fu alla base di una crisi energetica che, causata dall'incapacità dello Stato di far fronte ai costi d'importazione di energia, portò molte imprese pubbliche a chiudere per via dell'interruzione dell'erogazione della corrente elettrica.
Progressi maggiori vennero realizzati nel percorso di integrazione alle istituzioni europee. Nel giugno 1995 venne formalizzata la richiesta di adesione all'Unione europea e nel settembre 1996 venne firmato il trattato di cooperazione con l'Ungheria, considerato dagli organismi sovranazionali un atto propedeutico per l'avvio di ogni discorso di apertura alla Romania. L'accordo rappresentò un passo basilare per la normalizzazione dei rapporti tra i due paesi e fu considerato un successo per la presidenza Iliescu e per il governo Văcăroiu, ma fu la causa della rottura dell'alleanza con il PUNR, che gridava allo scandalo e rifiutava ogni concessione all'Ungheria. Il 31 agosto 1996 fu stralciato il protocollo di governo e il 2 settembre i ministri Chiuzbaian e Tabără si ritirarono dalla propria posizione, mentre Novac preferì rinunciare all'affiliazione al PUNR e mantenere la guida del dicastero dei trasporti. Il quarto ministro in area PUNR, Turicu, era già stato destituito nel marzo 1996, in conseguenza del conflitto con il premier sulle nomine di Romtelecom.
Colpito direttamente dai continui scandali di corruzione e dalle difficoltà strutturali del sistema economico, il PDSR non riuscì a ripetersi alle elezioni parlamentari del 1996. L'operato del governo si rivelò incapace di risolvere i problemi immediati di ampie fette dell'elettorato, mentre parte degli alleati politici di Iliescu iniziò a distaccarsi dal capo di Stato, che perse l'immagine di strenuo difensore dell'equità sociale. La nuova tornata elettorale vide la vittoria della coalizione riformista di centro-destra della Convenzione Democratica Romena, che il 12 dicembre 1996 costituì un governo con a capo Victor Ciorbea.

## Attività del governo

### Misure economiche
Prodotto interno lordo a parità di potere d'acquisto, in miliardi di dollariAnno030609012015018021019921993199419951996PIL a parità di potere d'acquisto
Fonte: Fondo monetario internazionale
Variazione percentuale del Prodotto interno lordoAnno-9-6-3036919921993199419951996Variazione percentuale del PIL
Fonte: Fondo monetario internazionale
Variazione percentuale del tasso d'inflazioneAnno05010015020025030019921993199419951996Variazione percentuale
Fonte: Fondo monetario internazionale
Variazione percentualeAnno-1001020304019921993199419951996Variazione percentuale ImportazioniVariazione percentuale Esportazioni
Fonte: Fondo monetario internazionale
Variazione percentuale del deficit del conto delle partite correnti della bilancia commercialeAnno-10-8-6-4-2019921993199419951996Variazione percentuale
Fonte: Fondo monetario internazionale
Percentuale della forza lavoroAnno02468101219921993199419951996Percentuale della forza lavoro
Fonte: Fondo monetario internazionale

#### Crescita del PIL
Tra le prime misure varate dal governo nel 1993 vi furono alcuni atti mirati alla stabilizzazione del sistema economico, tra i quali la liberalizzazione di prezzi, l'introduzione dell'imposta sul valore aggiunto e la revisione di alcune accise. La legge di bilancio varata il 21 aprile 1993 decretò l'eliminazione totale delle sovvenzioni per la maggioranza dei prodotti e dei servizi di base per la popolazione, parallelamente all'indicizzazione dei salari e delle pensioni. L'IVA (in rumeno TVA), entrata in vigore il 1º luglio 1993, causò una crescita dei prezzi tra il 12,9% e il 53,4%. Lo Stato intervenne attivamente anche sulla politica monetaria e fiscale per contenere l'iperinflazione (che nel 1993 si attestava al 300% annuo, mentre nel solo mese di maggio 1993 riportò un 31% rispetto al mese precedente). Nel primo anno di governo furono introdotte misure di austerità, con il taglio dei sussidi a favore della popolazione e la riduzione della spesa pubblica che, pur avendo l'effetto di aumentare il tasso di povertà oltre il 20%, nel 1993 contribuirono a ridurre il rapporto deficit/PIL dal 4,6% all'1%.
Il governo sostenne la liberalizzazione del commercio, che riuscì a far crescere il volume delle esportazioni e a contrarre il deficit della bilancia commerciale. La rimozione delle limitazioni sulle esportazioni ebbe conseguenze positive anche sull'industria, che registrò tre anni consecutivi di crescita della produzione. Fu importante per il finanziamento delle casse pubbliche anche il sostegno dei creditori esterni, principalmente Fondo monetario internazionale e Banca Mondiale, che tra il 1990 e il 1994 concessero alla Romania oltre un miliardo di dollari l'anno. I successi in politica estera ebbero un ulteriore riflesso positivo sull'economia nazionale. La firma dell'accordo di associazione alla CEE del febbraio 1993 portò in soli due anni al raddoppio del volume degli scambi commerciali fra le due aree, mentre alla sua entrata in vigore, il 1º febbraio 1995, fu rimosso il 90% dei dazi d'importazione industriale. Nel 1993, quindi, si registrò la prima crescita del PIL dal 1989 (1,5%) che, però, rimaneva 26 punti percentuali sotto quello del 1989, mentre il contributo dell'industria era addirittura inferiore del 45% rispetto a prima della rivoluzione.
La finanziaria del 1994, approvata dal voto delle camere il 31 maggio 1994, era imperniata sul rilancio della produzione industriale con il varo di un nuovo programma di privatizzazione, sul controllo dell'inflazione, sull'introduzione di misure di disciplina finanziaria a livello di impresa e puntava ad un'ulteriore crescita del PIL dell'1,5%. Nel 1994 il governo proseguì nel programma di liberalizzazione dei prezzi, di controllo della spesa pubblica e di stabilizzazione della moneta. Nel 1994 la Banca nazionale della Romania liberalizzò il regime dei cambi sui mercati valutari. L'inflazione scese al 61%, mentre il rafforzamento delle esportazioni diminuì ulteriormente il disavanzo della bilancia commerciale, che passò da 1,4 miliardi di dollari del 1993 a 500 milioni nel 1994. Con i soli paesi dell'Unione europea fu rilevata una riduzione dagli 816 milioni del 1993 ai 266 milioni del 1994. In quell'anno la Romania divenne il primo partner commerciale degli stati dell'unione, mentre il PIL continuò a crescere (3,9%). Grazie a tali risultati nella primavera del 1994 il FMI garantì un ulteriore accordo di standby per il finanziamento di 320 milioni di dollari. Nonostante i progressi, nel novembre 1994 un rapporto del SRI rivelò che l'economia sommersa tra l'ottobre 1993 e il settembre 1994 era valutata al 30% del PIL.
Nel complesso, pur senza realizzare profonde modifiche strutturali, il governo riuscì a fermare il declino del PIL e a rilanciare la produzione.

#### Indebitamento
La legge di bilancio per il 1995, varata il 1º marzo, confermò il piano di contrazione della spesa e predilesse ancora politiche volte a favorire le esportazioni. Il volume dell'export crebbe di 1,8 miliardi di dollari, mentre l'inflazione scese al 28% su base annua. Nel settembre 1995 la Banca mondiale riconobbe un prestito di 280 milioni nell'ambito del programma FESAL. Il PIL segnò un'ulteriore crescita di oltre il 7%, nascondendo i problemi derivanti da una timida ristrutturazione dell'economia nazionale, che rimaneva dipendente dall'iniziativa pubblica. La produzione crebbe soprattutto con lo sprone delle sovvenzioni statali, mentre i prodotti finiti non avevano mercati di sbocco e l'industria pubblica lavorava in una costante condizione di perdita. Tale situazione concorse alla crescita delle importazioni nel biennio 1995-1996. In concomitanza dell'incremento delle esportazioni, infatti, nel 1995 aumentò anche la domanda per le importazioni, che ebbe l'effetto di riportare il disavanzo della bilancia commerciale a livelli simili a quelli di inizio mandato, a 1,6 miliardi di dollari. Parimenti si registrò anche un peggioramento di debito pubblico e debito estero, che colpì direttamente la capacità di ripagamento della Romania e le riserve monetarie del paese, con ripercussioni anche sugli anni successivi.
La legge di bilancio del 1996, che passò il voto parlamentare il 17 aprile, prevedeva un rapporto deficit/PIL del 3,4% grazie all'apporto di finanziatori esterni, una crescita del 4,5% e un continuo calo dell'inflazione al 20%. Nel 1996, tuttavia, la situazione delle casse pubbliche si aggravò quando, malgrado la crescita del PIL (3,9%), il passivo della bilancia dei pagamenti rappresentò il 6,6% del PIL, parallelamente all'aumento del debito estero di oltre un terzo. Il peggioramento degli indicatori spinse i creditori internazionali a frenare le politiche di finanziamento. Alla fine del 1995 il FMI decise di posticipare il prestito concordato l'anno precedente. Nell'ultimo anno di mandato del governo Văcăroiu la Romania ottenne dai creditori ufficiali solamente 50 milioni di dollari. Il governo, quindi, trovò fondi sulle piazze esterne, contraendo prestiti ad alti tassi d'interesse e breve maturità. A pochi mesi dalle elezioni del novembre 1996 la Banca nazionale della Romania ottenne prestiti per quasi un miliardo di dollari.
A livello interno l'incapacità di contenere la crescita dei salari portò ad una ripresa dell'inflazione, che tornò ad oltre il 30%. Successive manovre correttive di contenimento dei prezzi, specialmente per energia e prodotti alimentari, non furono sufficienti per evitare impatti sulla popolazione, poiché due operazioni di svalutazione del leu ne annullarono gli effetti. Oltre a ciò le banche statali si ritrovarono a fornire credito d'emergenza alle stesse società del settore pubblico, al fine di garantirne la sopravvivenza. Tra i maggiori beneficiari delle continue politiche di deprezzamento della valuta nazionale portate avanti dal governo vi furono numerosi debitori degli istituti di credito dello Stato, che si ritrovarono a dover restituire somme dal valore reale di gran lunga inferiore rispetto a quanto ricevuto inizialmente, a danno dello stesso erario e del sistema bancario, che risultò fortemente indebolito. I tagli alla spesa pubblica, inoltre, furono concentrati sui fondi di previdenza sociale, mentre interi settori, come quello dell'energia, dipendevano dai sussidi statali. Il valore delle sovvenzioni all'industria pubblica superava addirittura quello della loro produzione e, in assenza di piani di riorganizzazione, aveva la sola finalità di evitarne la chiusura. Le enormi perdite generate da tali società, come la RENEL, che rappresentava la più grande compagnia del paese e deteneva il monopolio della produzione dell'energia elettrica, venivano coperte dallo Stato. In conseguenza delle politiche del governo Văcăroiu al 1998 il solo pagamento degli stipendi della RENEL ammontava all'1% del PIL.
Nel 1996 gli investimenti diretti esteri in Romania, già tradizionalmente scarsi a causa dei recenti eventi politici, furono di 210 milioni, pari a un calo del 50% rispetto all'anno precedente. Le iniziative di riduzione dell'inflazione si rivelarono inefficaci anche a causa delle incertezze del governo che, spesso, per motivazioni di calcolo politico (grande parte dell'elettorato del PDSR era costituito da dipendenti pubblici) si ritrovò a ritirare i propri provvedimenti in seguito all'apparizione di movimenti di protesta e scioperi. L'esecutivo, infatti, fu costretto a dure concertazioni con gli organi sindacali a causa del deterioramento del tenore di vita. Al 1996 il salario medio mensile era di soli 110 dollari (il secondo più basso dell'area est-europea), mentre la maggior parte della popolazione spendeva il 60% dei propri guadagni in generi alimentari. Ad aggravare la situazione il costo di diversi beni di base era pari o superiore a quello dei paesi occidentali. Malnutrizione e mancanza di adeguato riscaldamento nel 1996 concorsero ad un'epidemia di tubercolosi che registrò livelli di dieci volte superiori alla media europea, con valori vicini a quelli dei paesi del terzo mondo.

#### Privatizzazione
Sul piano della privatizzazione delle società di Stato, mentre il 1992 aveva rappresentato un anno di stallo, il 1993 portò ad una sua lieve ripresa. Nel giugno 1993 un rapporto dell'Organizzazione per la cooperazione e lo sviluppo economico lamentava che l'economia era ancora pienamente controllata dallo Stato. A quell'anno erano passate ai privati 260 compagnie, costituite perlopiù da piccole imprese, privatizzate tramite i certificati di proprietà distribuiti ai cittadini direttamente dallo Stato. Al giugno 1994 il loro numero crebbe a 590, cioè l'8% del totale. Alla fine del 1995 il piano raggiunse il 25% delle imprese identificate nel 1991. La vendita delle grandi aziende, al contrario, fu ulteriormente rallentata. Delle 708 società identificate nel 1991, al 1993 ne erano state privatizzate solamente due, come conseguenza della scelta politica di evitare i rischi sociali di eventuali piani di riorganizzazione, che avrebbero avuto ripercussioni sull'occupazione, al fine di tutelare la posizione dei dipendenti statali, nonostante la scarsa competitività ed efficienza economica. Alla fine del 1995 era stato privatizzato solo l'8% delle grosse aziende.
Nel 1994 il governo avviò il dibattito per la realizzazione di un secondo programma di privatizzazione, che seguiva quello realizzato nel 1991. Il piano fu presentato per la prima volta nel luglio 1994 dal presidente del Consiglio di coordinamento, strategia e riforma economica Mircea Coșea. Il successivo 19 agosto il presidente dell'Agenzia nazionale per la privatizzazione, Iacob Zelenco, trasmise al governo la lista delle quasi 4.000 compagnie che avevano i requisiti per la cessione, pari al 47,8% della totalità delle società commerciali detenute dallo Stato. Non si trattò, tuttavia, di un piano di privatizzazione con vendita diretta ai privati, specialmente stranieri, sul modello di altri stati dell'ex blocco sovietico, ma di uno di redistribuzione delle loro quote azionarie alla popolazione. L'obiettivo dichiarato di Văcăroiu era quello di sviluppare il capitale autoctono per evitare di trasformare la Romania in una colonia dei grandi investitori occidentali. La nascente rete della piccola imprenditoria rumena, al contrario, fu sostenuta da facilitazioni fiscali, semplicità di accesso al credito (pur esponendo le banche a seri rischi), contratti con la pubblica amministrazione e sussidi diretti.
Il progetto divenne legge (55/1995) solamente nel marzo 1995 in seguito ad un lungo dibattito parlamentare. Questa prevedeva l'assegnazione a titolo gratuito del 30% del Fondo delle proprietà di Stato (FPS), che gestiva le società a capitale pubblico tramite cinque Fondi per la proprietà privata (FPP), a tutti i cittadini rumeni maggiorenni che non avevano usufruito del precedente piano. Ogni cittadino avrebbe ricevuto un certificato di proprietà (o coupon, dal quale il termine giornalistico cuponiada), che era possibile scambiare con delle quote azionarie in uno dei fondi d'investimento o in una delle società statali identificate dall'Agenzia nazionale per la privatizzazione. La distribuzione dei coupon fu completata nel settembre 1995 e prevedeva il loro utilizzo entro il 31 dicembre 1995. A tale data solamente il 26% era stato acquisito, per cui il termine fu successivamente prorogato al maggio 1996. Alla fine del programma fu utilizzato il 93% dei certificati di proprietà e fu privatizzato l'80% delle società pubbliche previste.
Il programma fu basato sull'equa distribuzione del capitale statale, ma non risolse i problemi riguardanti la professionalizzazione del management pubblico. Malgrado la privatizzazione, le società continuarono a registrare gravi perdite, né fu loro garantita la liquidità necessaria per la modernizzazione degli impianti per renderle competitive. Tra le altre criticità della legge vi fu il fatto di non aver incluso alcuni dei giganti industriali del paese, come RENEL e Romtelecom. Nonostante una denazionalizzazione incompleta, che lasciava l'iniziativa economica largamente in mano alle istituzioni statali, la legge ebbe il merito di creare un azionariato di massa composto dalla popolazione. Le reticenze del governo in materia fecero sì che al 1996 fosse passato ai privati solamente il 12% del totale delle aziende pubbliche.

### Riforme istituzionali
Il governo Văcăroiu proseguì nell'opera di rafforzamento del ruolo delle istituzioni della nuova repubblica democratica, con un'intensa attività legislativa avviata dai suoi predecessori nel 1990.
Nel marzo 1993 fu fondato il Consiglio per le minoranze, organo coordinato dalla segreteria generale del governo.
Nel maggio 1994 fu emanata la legge sul funzionamento della polizia romena e il mese successivo quella per l'organizzazione della società radiotelevisiva di Stato, la TVR.
Il 28 giugno 1995 il parlamento approvò la forma finale della nuova legge sull'istruzione e quella per la regolamentazione della condizione degli immobili ad uso abitativo che erano stati confiscati dallo Stato in seguito all'instaurazione del regime comunista nel 1945. Quest'ultima prevedeva la restituzione ai proprietari o il pagamento di un indennizzo. Il 29 aprile 1996 fu promulgata la legge sui partiti politici.
Il 20 novembre 1992 il primo ministro presenziò all'inaugurazione della Bursa Română de Mărfuri, società di interesse pubblico attiva nella gestione dei mercati delle risorse naturali e dei materiali. Nel 1995 riaprì anche la borsa valori di Bucarest, che era stata dismessa dal regime comunista. Tra gli altri atti che videro un intervento diretto del governo, iI 17 aprile 1995 venne inaugurato il primo reattore della Centrale nucleare di Cernavodă.

### Relazioni internazionali

#### Istituzioni europee

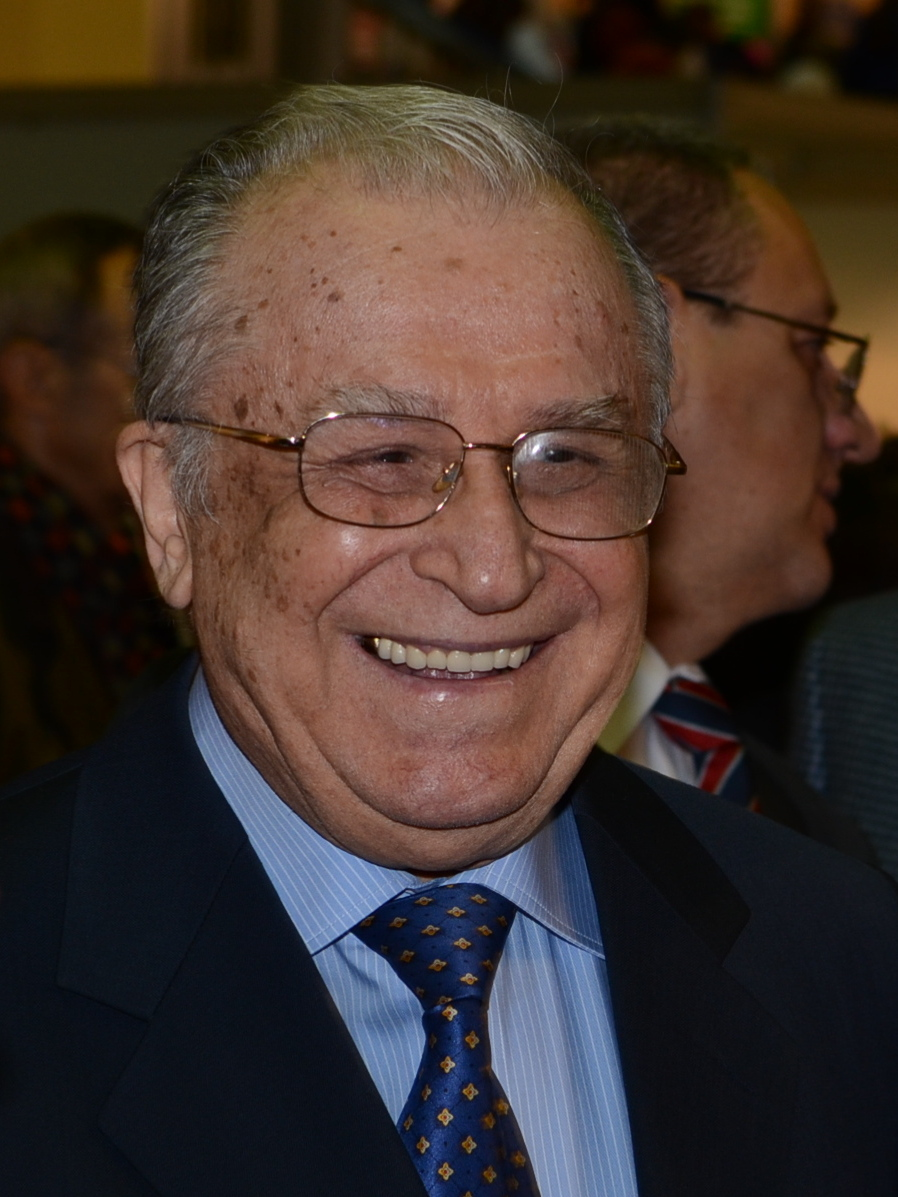
Ion Iliescu, presidente della Romania fra il 1990 e il 1996 e nuovamente tra il 2000 e il 2004. Secondo l'art. 91 della Costituzione capo di Stato stipula i trattati internazionali in nome della Romania.

Gli anni del governo Văcăroiu registrarono i primi successi per l'avvicinamento della Romania ai paesi occidentali. Malgrado le esitazioni iniziali dettate da motivi ideologici da parte del PDSR e del presidente Iliescu, visto il collasso dell'Unione Sovietica, il rafforzamento dei legami diplomatici con l'ovest per la Romania rappresentò l'unico modo per assicurare crescita economica e sicurezza militare al paese.
Il 1º febbraio 1993 il paese firmò l'accordo di associazione alla Comunità economica europea, passo propedeutico per un'eventuale accettazione in qualità di componente a pieno titolo. Il trattato fu ratificato dal parlamento il 28 ottobre 1993 ed entrò in vigore il 1º febbraio 1995.
Il 28 settembre 1993 il Consiglio d'Europa ammise la Romania come membro (aveva lo status di invitato dal 1991), istituendo uno speciale sistema di monitoraggio sui progressi del paese in materia di diritti umani. Negli anni successivi gli emissari dell'organo fecero visita alle autorità di Bucarest analizzando il rispetto dei punti previsti dall'accordo: libertà di stampa, restituzione dei beni ecclesiastici, insegnamento in lingua materna per le minoranze, miglioramento delle condizioni di carcerazione, eliminazione delle sanzioni di natura penale per gli omosessuali, firma della carta delle minoranze, lotta al razzismo e alla discriminazione etnica. Il monitoraggio fu rimosso nel 1996. L'8 ottobre 1993 la Romania firmò a Vienna lo statuto del Consiglio d'Europa e la Convenzione europea per la salvaguardia dei diritti dell'uomo e delle libertà fondamentali. Avvertendo sempre più la necessità di avvicinarsi agli standard europei sul piano delle libertà fondamentali, inoltre, negli anni successivi il paese aderì alla Convenzione per la tutela dei diritti dell'uomo promossa dalle Nazioni Unite (1994), alla Convenzione-quadro per la protezione delle minoranze nazionali (1995) e alla Carta europea delle lingue regionali o minoritarie (1995).
Il 24 febbraio 1995 il governo istituì una speciale commissione per l'elaborazione della strategia di integrazione europea, presieduta da Tudorel Postolache, e un comitato interministeriale per l'integrazione europea. Il 21 giugno 1995 tutti i partiti parlamentari sottoscrissero un documento comune (la "Dichiarazione di Snagov") a favore dell'adesione all'Unione europea e il giorno successivo il governo trasmise alla presidenza del consiglio dell'Unione europea, in quel momento retta dalla Francia, la propria richiesta ufficiale di ammissione. Pur tra i firmatari, i partiti nazionalisti conservatori PRM e PUNR, anche se alleati del PDSR, espressero alcuni dubbi sulla convenienza della scelta, temendo un'ondata di leggi di ispirazione europeista e liberale come, ad esempio, i matrimoni tra persone dello stesso sesso. Văcăroiu si trovò più volte a confrontarsi con tali gruppi per via dell'orientamento diplomatico pro-occidentale realizzato dal governo.

#### NATO

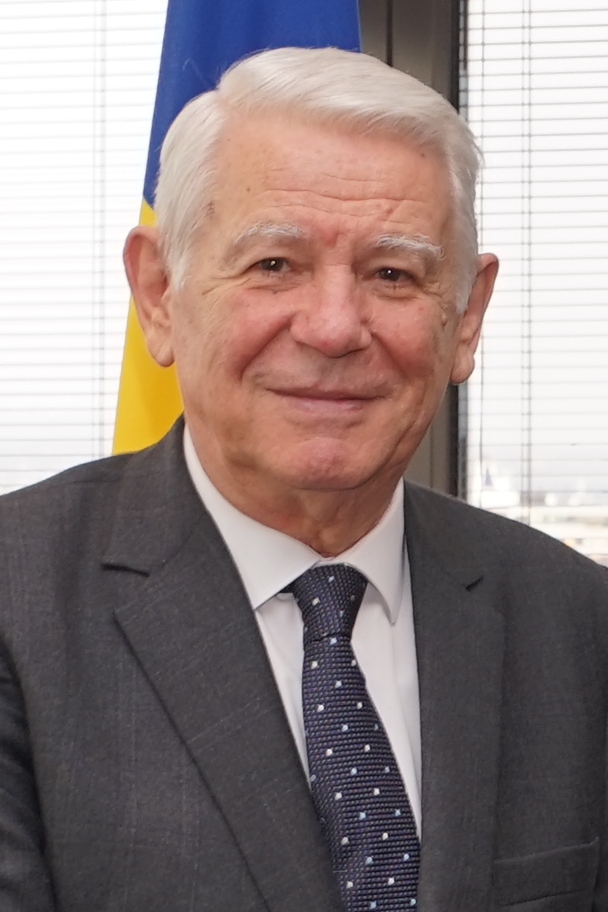
Teodor Meleșcanu, ministro degli esteri del governo Văcăroiu.

La dismissione del Patto di Varsavia e il congelamento delle relazioni con la Russia spinsero la Romania a intensificare i legami con le potenze occidentali anche per preservare la propria sicurezza militare. I rapporti con gli Stati Uniti migliorarono specialmente dopo il 2 novembre 1993, quando la nazione americana riconobbe alla Romania lo status di paese a regime privilegiato, decisione che divenne permanente a partire dal 3 agosto 1996. 
Il 26 gennaio 1994 nel corso di un incontro tenutosi a Bruxelles il ministro degli esteri rumeno siglò l'atto per la partecipazione al Partenariato per la pace della NATO. Il governo vide tale adesione come un passo importante per una futura accettazione nell'organizzazione. Nel maggio 1994 la Romania entrò nell'Unione europea occidentale con lo status di membro associato e prese parte all'embargo imposto dall'ONU alla Jugoslavia di Slobodan Milošević. Tra il 1994 e il 1996 furono firmati con altri paesi trentuno trattati bilaterali in materia di difesa. La Romania prese parte al fianco dell'ONU alle operazioni di peacekeeping in Somalia (1993), Angola (1995-1997) e Bosnia (1996). 

#### Trattato con l'Ungheria
Prima di avviare qualunque discorso di ammissione a Unione europea e NATO, i partner internazionali chiedevano alla Romania una speciale attenzione alla risoluzione dei rapporti con i paesi vicini, principalmente con l'Ungheria, nazione con la quale le divergenze diplomatiche si erano profondamente aggravate nel corso dei decenni di dittatura e non erano state appianate nei primi anni di democrazia.
Le trattative per la negoziazione di un accordo d'amicizia furono più volte bloccate da resistenze interne alle due parti. Mentre la Romania, temendo una secessione dei suoi territori a maggioranza ungherese fomentata dal governo magiaro, tra i punti del trattato pretendeva l'inviolabilità dei propri confini, l'Ungheria chiedeva uno status privilegiato per gli abitanti delle stesse aree, reclamando l'applicazione della raccomandazione 1201 del Consiglio d'Europa, che prevedeva speciali diritti per le minoranze anche nel campo della pubblica amministrazione locale.
Nel 1995 il presidente Iliescu propose la ripresa del dialogo che, però, fu aspramente criticata da PUNR e PRM e, in conseguenza di tale invito, il partito di Vadim Tudor lasciò la maggioranza nell'ottobre 1995, accusando il PDSR di voler capitolare alle richieste dell'Ungheria. Il governo provò a slegare senza successo il discorso dell'interdipendenza tra la regolarizzazione dei rapporti con l'Ungheria e l'integrazione alle strutture sovranazionali. Come notato dal ministro degli esteri Meleșcanu l'adesione alla NATO della sola Ungheria avrebbe creato problemi geopolitici ancora più complessi.
Nel 1996 le trattative subirono un'accelerazione. Il PDSR avvertì la necessità di giungere ad un accordo finale per rimuovere gli ostacoli imposti dai partner occidentali ed ottenere consenso popolare in vista delle elezioni del mese di novembre. Il compromesso fu trovato nell'agosto 1996. L'Ungheria concesse ai vicini i termini sull'integrità territoriale, mentre la Romania accettò un paragrafo riguardante i diritti previsti dalla raccomandazione 1201, ma con la rimozione dell'obbligo del riconoscimento di una speciale autonomia istituzionale basata su criteri etnici. La stipula del trattato portò all'espulsione del PUNR dal governo. Allo stesso tempo anche il partito regionalista dell'Unione Democratica Magiara di Romania lamentò il poco coraggio dell'esecutivo ungherese.
La firma sul trattato d'amicizia e cooperazione fu posta a Timișoara il 16 settembre 1996 dai due primi ministri Nicolae Văcăroiu e Gyula Horn. Il parlamento rumeno lo ratificò l'8 ottobre, mentre la controparte ungherese il 10 dicembre.

## Aspetti controversi
Le accuse di antiriformismo addotte dall'opposizione avevano il loro fondamento nei fallimenti del governo Văcăroiu, che si rivelò incapace di contenere il fenomeno della corruzione e del clientelismo.
Nel maggio 1993 il ministro delle finanze Florin Georgescu destituì il capo della Garda Financiară Gheorghe Florica, dopo che questi ebbe rivelato agli organi d'informazione che alcuni elementi di alto rango del PDSR, compresi rappresentanti del governo, erano coinvolti in scandali di corruzione. Una successiva commissione parlamentare d'inchiesta condotta dal senatore in area PDSR Romul Vonica, tuttavia, non condusse a risultati rilevanti, mentre furono espressi dubbi da parte di opposizione e stampa sulla buonafede delle indagini. In risposta alle critiche dell'opinione pubblica, il 16 settembre 1993 il consiglio dei ministri istituì un corpo di controllo con il compito di individuare casi di corruzione o evasione fiscale in seno agli organi della pubblica amministrazione e il 27 settembre 1994 adottò un decreto che vietava ai membri e ai rappresentanti del governo, compresi i prefetti, di partecipare alle assemblee degli azionisti o ai consigli d'amministrazione di società a capitale pubblico. Il successivo 5 ottobre fu emanato un ulteriore decreto che introduceva misure per rafforzare la lotta alla corruzione. Per provare a limitare il discredito al suo operato da parte della stampa indipendente il governo Văcăroiu lanciò persino un proprio giornale ufficiale, «La voce della Romania» («Vocea României»), che ebbe scarso successo e chiuse i battenti nel 1997 dopo l'insediamento del nuovo primo ministro. I fatti di cronaca, tuttavia, mettevano il governo in difficoltà. Nell'agosto 1995, ad esempio, il ministro degli esteri dovette persino intervenire per rispondere all'ONU, che accusava il governo di aver violato l'embargo contro la Iugoslavia, fornendo illegalmente prodotti petroliferi al paese balcanico con la complicità dei servizi segreti.
I tentativi dell'esecutivo di limitare la corruzione non furono sufficienti per distogliere l'impressione dell'opinione pubblica che il governo fosse tollerante, ove non favorevole, verso tali sistemi, percezione rafforzata dall'apparizione di nuovi ricchi che avevano legami con le strutture di Stato. Il governo Văcăroiu fu accusato di aver favorito numerose personalità, che accumularono averi grazie ai privilegi garantiti dalla vicinanza al potere politico. Si trattò soprattutto di ex membri del PCR, uomini della Securitate e dirigenti di società pubbliche, che utilizzarono la loro rete di relazioni per ottenere prestiti vantaggiosi da parte delle banche di Stato ed evitare controlli sul loro operato da parte delle autorità. In tale periodo furono emanate numerose ordinanze di governo considerate preferenziali per tali personalità. Il sistema bancario risultò fortemente indebolito e si ritrovò, spesso, nell'impossibilità di recuperare i prestiti riconosciuti, senza che il governo prendesse misure per evitarne l'impoverimento. In conseguenza di tali politiche negli anni successivi numerosi istituti di credito statali entrarono in crisi, tra i quali la Bancorex, entrata in insolvenza nel 1999 a causa di perdite per circa 2,4 miliardi di dollari, pari al 7% del PIL. Uno dei maggiori consiglieri personali di Iliescu del periodo 1991-1996, il petroliere Adrian Costea, nel 1998 fu indagato dalla giustizia francese per appropriazione indebita e riciclaggio in relazione a un appalto assegnato nel 1996 dal governo rumeno, finanziato con un prestito da Bancorex, e fu condannato nel 2008. 
In assenza di una legislazione chiara, si registrarono irregolarità anche nel sistema privato. Nel 1996 fallì la prima banca privata del paese, Dacia Felix, lasciando decine di migliaia di risparmiatori senza la possibilità di recuperare i propri fondi. Tra il 1992 e il 1994 fu attiva a Cluj-Napoca la società Caritas che, sostenuta persino dal PUNR, in quel momento al governo, rappresentò il più grande schema piramidale della Romania post-rivoluzionaria e causò danni per oltre 450 milioni di dollari. Il governo, tuttavia, intervenne solamente dopo l'esplosione dello scandalo, vietando la creazione di altre strutture simili, ma senza prendere azioni per tutelare i risparmiatori.

## Appoggio parlamentare e composizione
Il governo Văcăroiu fu sostenuto dai quattro partiti coinvolti nell'alleanza del cosiddetto quadrilatero rosso, stipulata dopo le elezioni parlamentari in Romania del 1992 tra l'egemone Fronte Democratico di Salvezza Nazionale (dal 1993 denominato Partito della Democrazia Sociale di Romania, PDSR) e i suoi partner minori: il Partito dell'Unità Nazionale Romena (PUNR), il Partito Grande Romania (PRM) e il Partito Socialista del Lavoro (PSM). Fra gli alleati del PDSR, solo il PUNR partecipò al governo, mentre gli altri garantirono il proprio appoggio parlamentare.
Insieme la maggioranza disponeva di 176 deputati su 341 (pari al 51,6% dei seggi alla camera dei deputati della Romania) e di 74 senatori su 143 (pari al 51,7% dei seggi al senato della Romania).
| Carica                                                                                     | Titolare                                                      | Titolare                                                       | Partito      |
| ------------------------------------------------------------------------------------------ | ------------------------------------------------------------- | -------------------------------------------------------------- | ------------ |
| Primo ministro                                                                             |                                                               | Nicolae Văcăroiu                                               | Indipendente |
| Ministro di Stato Presidente del Consiglio di coordinamento, strategia e riforma economica |                                                               | Mișu Negrițoiu (fino al 27 agosto 1993)                        | PDSR         |
| Ministro di Stato Presidente del Consiglio di coordinamento, strategia e riforma economica | Mircea Coșea (dal 28 agosto 1993)                             |                                                                | PDSR         |
| Ministro di Stato Ministro del lavoro e della protezione sociale                           |                                                               | Dan Mircea Popescu                                             | PDSR         |
| Ministro di Stato Ministro delle finanze                                                   |                                                               | Florin Georgescu                                               | PDSR         |
| Ministro di Stato Ministro degli affari esteri                                             |                                                               | Teodor Meleșcanu                                               | PDSR         |
| Ministro degli interni                                                                     |                                                               | George Ioan Dănescu (fino al 6 marzo 1994)                     | Indipendente |
| Ministro degli interni                                                                     |                                                               | Doru Ioan Tărăcilă (dal 6 marzo 1994)                          | PDSR         |
| Ministro delle industrie                                                                   |                                                               | Dumitru Popescu (fino al 20 gennaio 1996)                      | PDSR         |
| Ministro delle industrie                                                                   | Alexandru Octavi Stănescu (dal 20 gennaio 1996)               |                                                                | PDSR         |
| Ministro della giustizia                                                                   |                                                               | Petre Ninosu (fino al 6 marzo 1994)                            | PDSR         |
| Ministro della giustizia                                                                   |                                                               | Iosif Gavril Chiuzbaian (dal 6 marzo 1994 al 3 settembre 1996) | PUNR         |
| Ministro della giustizia                                                                   |                                                               | Ion Predescu (dal 3 settembre 1996)                            | PDSR         |
| Ministro dell'agricoltura e dell'alimentazione                                             |                                                               | Ioan Oancea (fino al 18 agosto 1994)                           | PDSR         |
| Ministro dell'agricoltura e dell'alimentazione                                             |                                                               | Valeriu Tabără (dal 18 agosto 1994 al 3 settembre 1996)        | PUNR         |
| Ministro dell'agricoltura e dell'alimentazione                                             |                                                               | Alexandru Lăpușan (dal 3 settembre 1996)                       | PDSR         |
| Ministro delle comunicazioni                                                               |                                                               | Andrei Chirică (fino al 18 agosto 1994)                        | PDSR         |
| Ministro delle comunicazioni                                                               |                                                               | Adrian Turicu (dal 18 agosto 1994 al 31 gennaio 1996)          | PUNR         |
| Ministro delle comunicazioni                                                               |                                                               | Mircea Coșea (ad interim; dal 31 gennaio al 6 marzo 1996)      | PDSR         |
| Ministro delle comunicazioni                                                               | Ioan Ovidiu Muntean (dal 6 marzo al 3 settembre 1996)         |                                                                | PDSR         |
| Ministro delle comunicazioni                                                               | Alexandru Lăpușan (dal 3 settembre 1996)                      |                                                                | PDSR         |
| Ministro del commercio                                                                     |                                                               | Constantin Teculescu (fino al 28 agosto 1993)                  | PDSR         |
| Ministro del commercio                                                                     | Cristian Traian Ionescu (dal 28 agosto 1993 al 4 maggio 1995) |                                                                | PDSR         |
| Ministro del commercio                                                                     | Petru Crișan (dal 4 maggio 1995 al 19 gennaio 1996)           |                                                                | PDSR         |
| Ministro del commercio                                                                     | Dan Ioan Popescu (dal 19 gennaio 1996)                        |                                                                | PDSR         |
| Ministro della difesa nazionale                                                            |                                                               | Niculae Spiroiu (fino al 6 marzo 1994)                         | Indipendente |
| Ministro della difesa nazionale                                                            |                                                               | Gheorghe Tinca (dal 6 marzo 1994)                              | PDSR         |
| Ministro dei lavori pubblici e della gestione del territorio                               |                                                               | Marin Cristea                                                  | PDSR         |
| Ministro dei trasporti                                                                     |                                                               | Paul Teodoru (fino al 6 marzo 1994)                            | PDSR         |
| Ministro dei trasporti                                                                     |                                                               | Aurel Novac (dal 6 marzo 1994)                                 | PUNR         |
| Ministro del turismo                                                                       |                                                               | Dan Matei Agathon                                              | PDSR         |
| Ministro delle acque, delle foreste e della protezione dell'ambiente                       |                                                               | Aurel Constantin Ilie                                          | PDSR         |
| Ministro della salute                                                                      |                                                               | Iulian Mincu (fino al 23 agosto 1996)                          | PDSR         |
| Ministro della salute                                                                      | Daniela Bartoș (dal 23 agosto 1996)                           |                                                                | PDSR         |
| Ministro della gioventù e dello sport                                                      |                                                               | Gheorghe Angelescu (fino al 28 agosto 1993)                    | PDSR         |
| Ministro della gioventù e dello sport                                                      | Alexandru Mironov (dal 28 agosto 1993)                        |                                                                | PDSR         |
| Ministro della cultura                                                                     |                                                               | Mihail Golu (fino al 28 agosto 1993)                           | PDSR         |
| Ministro della cultura                                                                     | Petre Sălcudeanu (dal 28 agosto al 5 novembre 1993)           |                                                                | PDSR         |
| Ministro della cultura                                                                     | Liviu Maior (ad interim; dal 5 al 25 novembre 1993)           |                                                                | PDSR         |
| Ministro della cultura                                                                     |                                                               | Marin Sorescu (dal 25 novembre 1993 al 5 maggio 1995)          | Indipendente |
| Ministro della cultura                                                                     | Viorel Mărginean (dal 5 maggio 1995 al 23 agosto 1996)        |                                                                | Indipendente |
| Ministro della cultura                                                                     |                                                               | Grigore Zanc (dal 23 agosto 1996)                              | PDSR         |
| Ministro dell'istruzione                                                                   |                                                               | Liviu Maior                                                    | PDSR         |
| Ministero della ricerca e della tecnologia                                                 |                                                               | Doru Dumitru Palade                                            | PDSR         |
| Ministro per i rapporti con il Parlamento                                                  |                                                               | Valer Dorneanu (fino al 20 ottobre 1995)                       | PDSR         |
| Ministro per i rapporti con il Parlamento                                                  | Petre Ninosu (dal 20 ottobre 1995)                            |                                                                | PDSR         |